# Robe style Empire

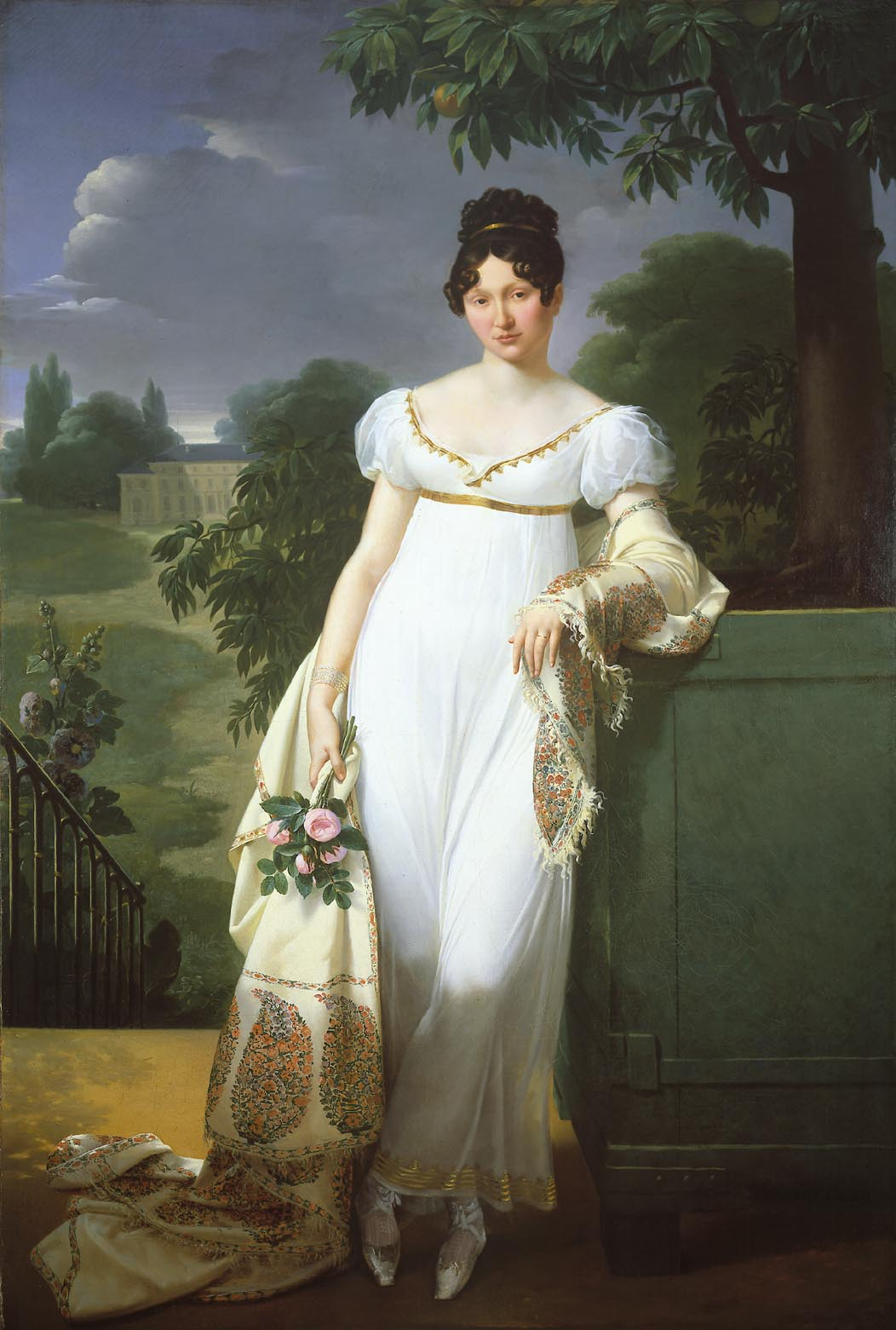
Portrait de Constance de Durfort en 1808 par Merry-Joseph Blondel. Transparentes et laissant beaucoup à découvert, les robes style Empire étaient souvent agrémentées d’un châle ou d’une veste courte à la Spencer.

La robe style Empire est un vêtement en vogue entre 1795 et 1820, ainsi nommé en référence à l’Empire et à Joséphine de Beauharnais, qui fut très influente dans le rayonnement de ce style à travers l’Europe.

## Descriptif
Ce style, qui a marqué une rupture avec l’opulence et la somptuosité des vêtements caractérisant la mode féminine au siècle précédent, comporte un corsage ajusté se terminant juste en-dessous du buste, qui donne l’apparence d’une haute taille, et une longue jupe lâche et froncée, mais effleure le corps au lieu d’être soutenue par des jupons volumineux. Le contour permet de dissimuler un ventre lourd, de camoufler une taille épaisse, tout en soulignant le buste. La forme de la robe permet également d’allonger l’apparence du corps.

## Histoire

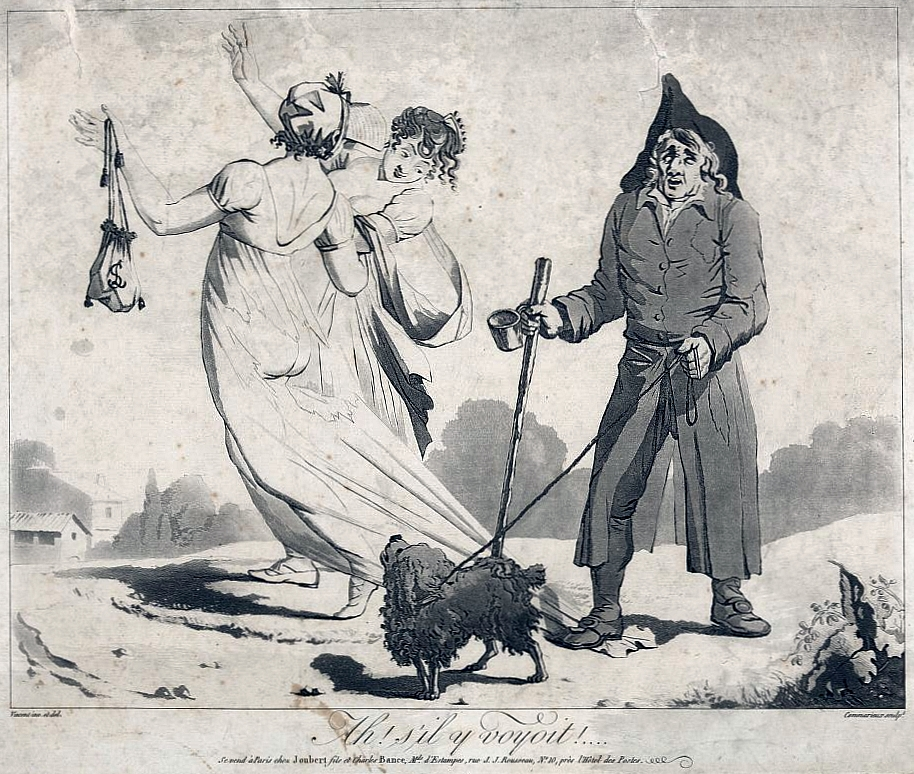
Gravure satirique anonyme de 1797 montrant une robe de style Empire transparente déchirée « par mégarde » par un « aveugle » qui expose ainsi ses fesses au public.

Ce style est né à la fin du XVIIIe siècle et est attribué au goût néoclassique inspiré de l’art gréco-romain montrant des femmes portant d’amples tuniques rectangulaires appelées « péplos » ou plus communément « chiton » qui étaient ceinturées sous la poitrine, offrant un soutien pour les femmes et, d’une tenue légère et confortable adaptée au climat chaud. En fait, sa généalogie est beaucoup plus complexe. Elle a d'abord été portée par la reine de France Marie-Antoinette dont la référence était antillaise et non grecque.
En 1788, juste avant la Révolution, la portraitiste de cour Élisabeth Vigée Le Brun avait donné un « souper grec » où elle avait utilisé les accessoires de son atelier pour costumer ses invitées, Émilie Vernet, Michelle de Bonneuil, Laure de Bonneuil, sa propre fille et sa belle-sœur, avec de simples tuniques blanches « grecques ». Elle-même portant déjà une blouse, elle avait mis un voile et une couronne de fleurs sur la tête. Par la suite, Napoléon a utilisé la robe dans un contexte impérial, faisant passer sa signification de la Grèce à Rome, conformément à son programme politique.
Des robes très légères et amples, habituellement blanches et souvent laissant les bras nus – nouveauté choquante, à l’époque –, allait du dessus de la cheville juste au-dessous du corsage, où il y avait un mince ourlet fortement souligné ou un lacet, souvent d’une couleur différente, autour du corps. Un long châle rectangulaire ou enveloppant, très souvent rouge uni mais avec une bordure décorée dans les portraits, utile par temps froid, était apparemment posé autour du ventre en position assise, pour laquelle les postures semi-couchés affalées étaient préférées.
Quant à la coiffure de style Empire, courte, si possible avec des boucles, celle-ci fut moins controversée que la robe et très largement adoptée. Même à l’extérieur, on portait les cheveux découverts. Là où on avait généralement porté, même à l’intérieur, des bonnets ou autres coiffures, on utilisait désormais de minces rubans ou filets de style grec pour attacher ou décorer les cheveux.

## Diffusion

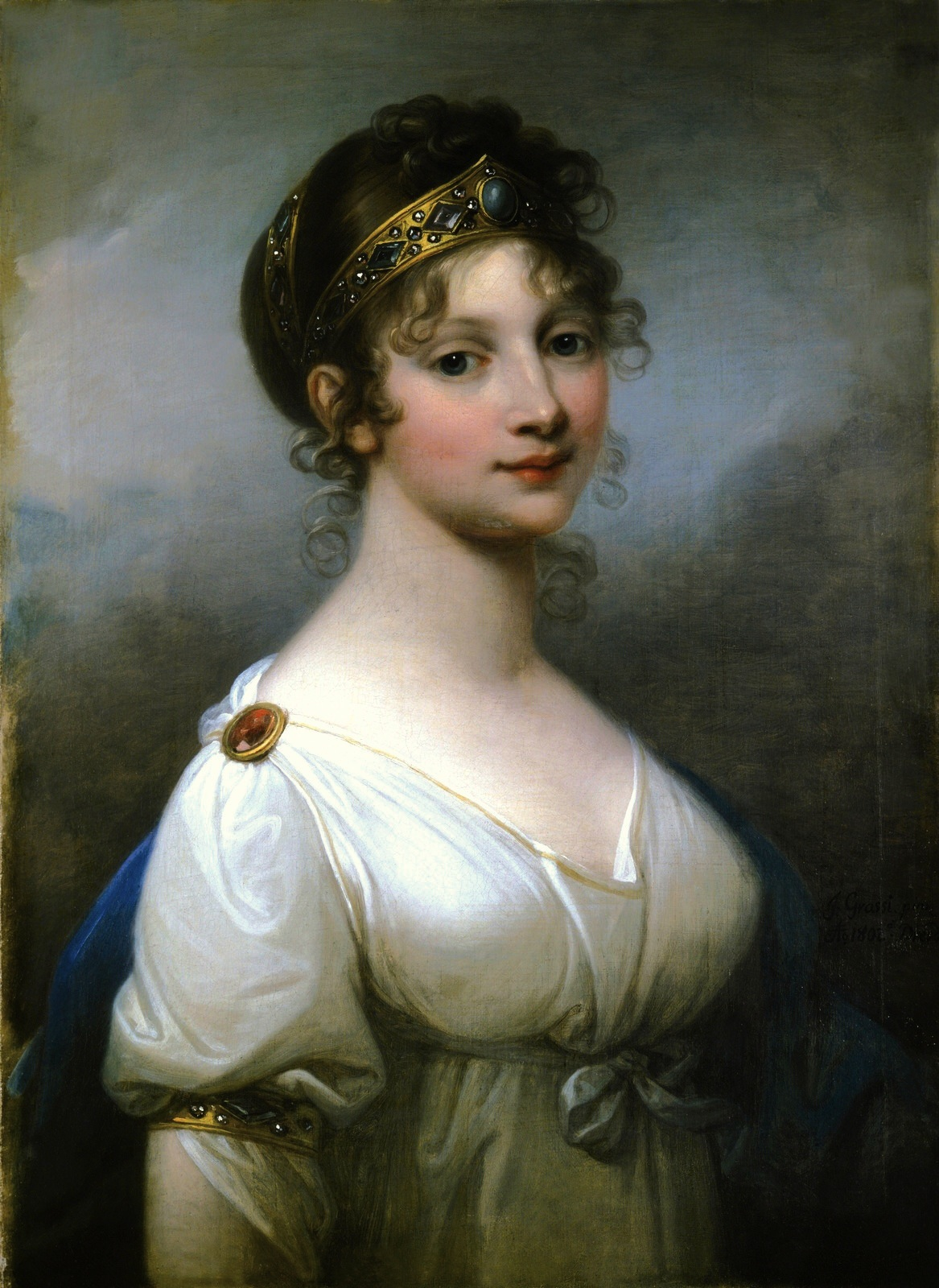
La reine Louise de Prusse en robe style Empire.

Mis à la mode, en Europe occidentale et centrale et dans les régions sous influence européenne, au cours des dernières années du XVIIIe siècle, ce style, parfois appelé « à la grecque » d’après les décorations figurant sur la poterie et les sculptures de l’art grec classique, s’était largement répandu à travers l’Europe au tournant du siècle. L'adoption de ce style conduit à un contraste radical entre la mode des années 1770, où le haut est rétréci grâce à un corset cylindrique et un bas volumineux avec des paniers, et celle des années 1790.
Ce changement est probablement en partie dû aux bouleversements politiques ayant suivi la Révolution. À l’origine, les bras étaient souvent entièrement nus, comme dans les modèles de l’Antiquité, mais à partir de 1800, les manches courtes, parfois initialement transparentes comme dans le Portrait de madame Récamier de David (1800), puis gonflées, sont devenues la norme. Le style de robe Empire a évolué à travers l’époque napoléonienne jusqu’au début des années 1820 en se complexifiant progressivement, pour être ensuite supplanté par la forme en sablier, devenue plus populaire.
Même lorsque la France et l’Angleterre étaient en guerre, le style anglais, souvent appelé « Regency » à l’époque, puis, un siècle plus tard, dans la Grande-Bretagne du début du XXe siècle, « silhouette Empire », a suivi la même tendance générale au tour de taille aussi élevé que dans le style français. Très souvent porté en blanc, ce style indiquait, surtout dans ses premières années, un statut social élevé car, à l’époque, seules les femmes des hautes classes pouvaient se permettre de porter des vêtements clairs, facilement salissants.
Cette mode a été popularisée en Grande-Bretagne par Lady Hamilton, qui a conçu de tels vêtements pour ses interprétations de poses (les « attitudes ») à l’imitation de l’Antiquité classique, qui firent sensation dans toute l’Europe. La taille haute de la robe était également reproduite dans les vêtements d’extérieur, tels que la pelisse. Le style Empire a contribué, durant la période 1795-1820, à la confection de vêtements généralement moins encombrants que les vêtements des XVIIIe et XIXe siècles.

## Renouveau

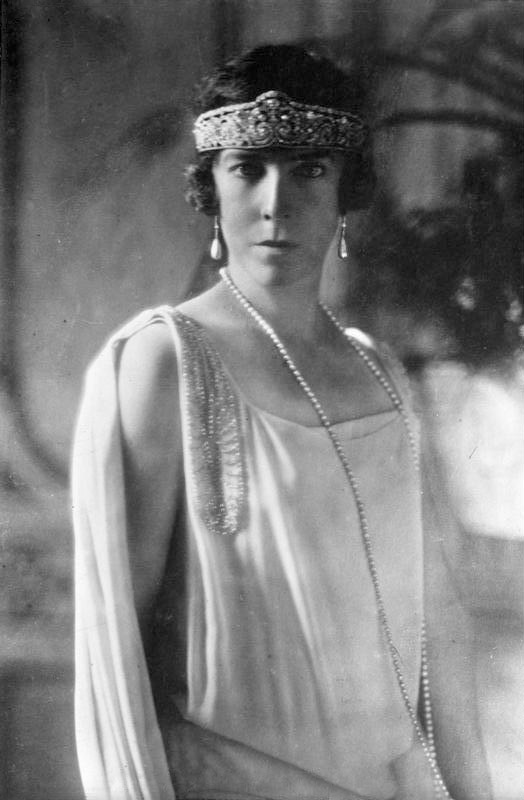
Élisabeth, reine des Belges, 1920.

Les années 1910 ont vu un renouveau de la robe style Empire, avec un ajout de motifs orientaux, reflétant peut-être les mœurs sociales moins strictes de l’époque, ouvrant ainsi la voie au style décontracté de la garçonne, qui devait remplacer, dans les années 1920, les lourds corsets du début du XXe siècle.